# Josef Aicher (Architekt)

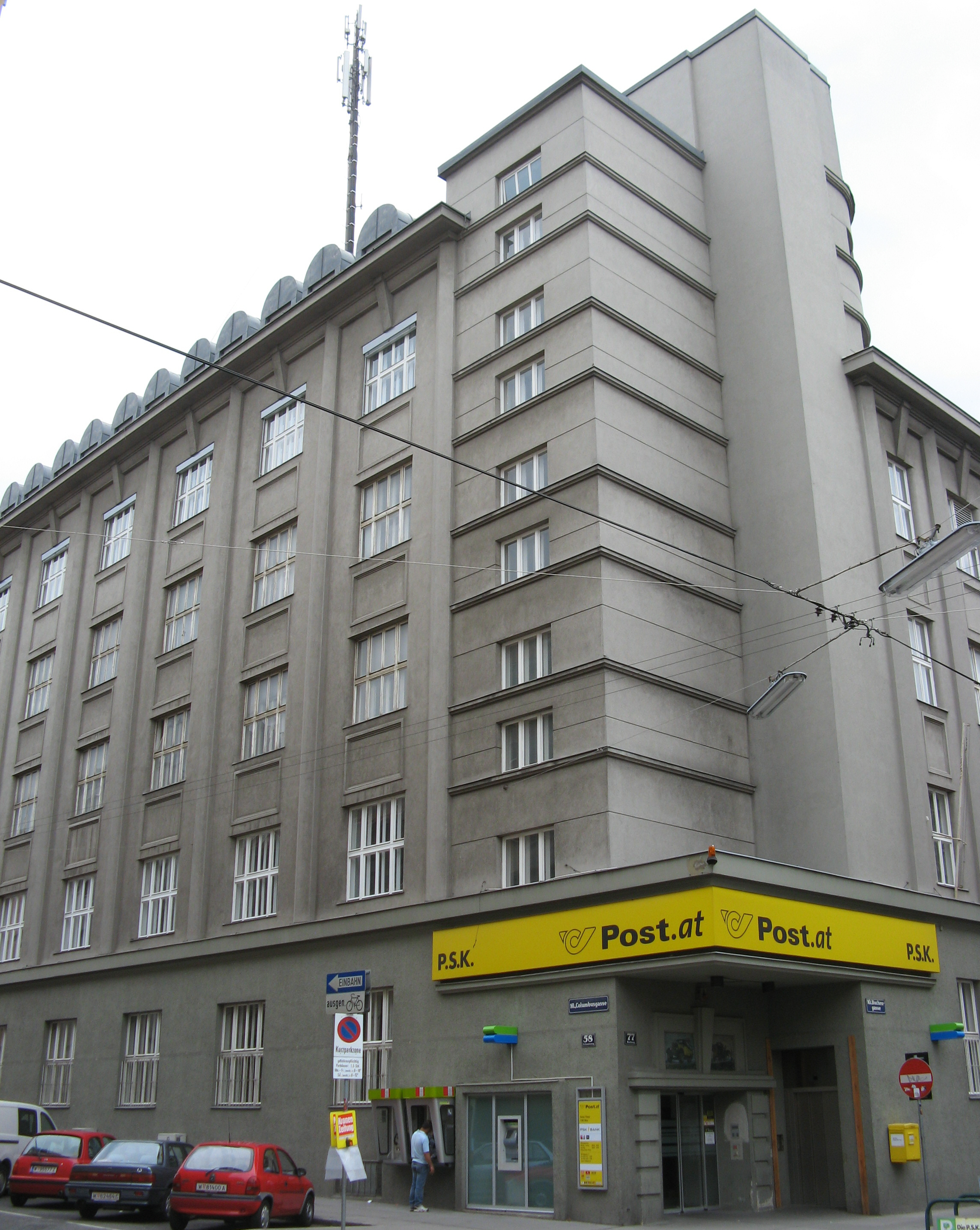
Postamt (1928/29) in der Buchengasse 77 von Josef Aicher und Alfred Gerger

Josef Aicher (* 16. März 1882 in Wien; † 16. September 1973 ebenda) war ein österreichischer Architekt und Baumeister.

## Leben
Josef Aicher absolvierte die Werkmeisterschule der Staatsgewerbeschule in Wien, die er 1907 abschloss. 1909 erhielt er die Baumeisterkonzession. Im Jahre 1913 gründete er sein eigenes Baubüro, in das 1921 Alfred Gerger eintrat. Bis 1933 war die Firma erfolgreich tätig, unter anderem auch für die Gemeinde Wien. Über die weitere Tätigkeit Aichers nach 1933 ist nichts bekannt. Der 91-jährig verstorbene Aicher wurde auf dem Neustifter Friedhof bestattet.

## Bedeutung
Josef Aicher war vor allem Baumeister und hat daneben nur wenige Bauten selbst geplant. So wie diese gestaltet sind, besaß er neben dem handwerklichen Know-how ein beachtliches künstlerisches Potenzial. Am interessantesten ist das mit Gerger gemeinsam geschaffene Postamt in der Buchengasse. Dieses Gebäude bezog klassizistische Elemente in modifizierter Form in die moderne Gestaltung ein. Ins Auge sticht vor allem die expressionistische Ecklösung mit dem über das Dach turmartig hochgezogenen Aufbau. Im Inneren verfügte das Postamt über ein modernes automatisches Briefsortiersystem.

## Werke
- Miethaus, Mariahilfer Straße 221, Wien 6 (1914)
- Miethaus, Mariahilfer Straße 223, Wien 6 (1914)
- Wohnhaus, Haizingergasse 43, Wien 18 (1914)
- Wohnhaus, Haizingergasse 45, Wien 18 (1914)
- Postamt, Buchengasse 77, Wien 10 (1928–29)